# Narwik
Narwik (norw. Narvik) – norweskie miasto i gmina leżąca w regionie Nordland.
Narwik jest 29. norweską gminą pod względem powierzchni. Miasto o charakterze portowym położone jest ok. 240 km za kołem polarnym nad Morzem Norweskim na wybrzeżu Ofotfjordu; ponad 19 tys. mieszkańców.
Niezamarzający (średnia roczna temperatura +3,7 °C) port przeładunkowy rudy żelaza, ok. 30 mln ton rocznie, dostarczanej linią kolejową z Kiruny w Szwecji oraz port rybacki. Przystań promowa. Muzeum ruchu oporu z czasów II wojny światowej (norw. Krigsminnemuseum) prowadzone przez Norweski Czerwony Krzyż. Pomnik polskich marynarzy z ORP Grom poległych w Bitwie o Narwik (norw. Groma Plass) oraz ich kwatera na cmentarzu.

## Historia
Okolice Narwiku zostały po raz pierwszy zasiedlone w epoce kamienia. Wtedy, w miejscu dzisiejszego miasta, powstała pierwsza osada.
W 1870 roku rząd szwedzki zaczął eksploatować rudę żelaza z kopalni w Kirunie. Z powodu braku niezamarzającego szwedzkiego portu zadecydowano o budowie linii kolejowej do Narwiku.
Linia kolejowa do Kiruny i niezamarzający (dzięki Prądowi Północnoatlantyckiemu) port sprawiły, że Narwik podczas II wojny światowej miał strategiczne znaczenie. W kwietniu i maju 1940 roku odbyły się walki między III Rzeszą a aliantami, zakończone ostatecznym zwycięstwem Niemców. W walkach o Narwik brali udział Polacy.

### Etymologia
Nazwa miasta pochodzi od staronordyckiego narja – wąski cypel lądu, oraz vik – osiedle.

## Demografia
Według danych z roku 2005 gminę zamieszkuje 18 512 osób. Gęstość zaludnienia wynosi 9,12 os./km². Pod względem zaludnienia Narvik zajmuje 52. miejsce wśród norweskich gmin.
| ludność stan na 1 stycznia 2005 |         |           |        |
|                                 | kobiety | mężczyźni | razem  |
| osób                            | 9155    | 9357      | 18 512 |
| %                               | 49,45%  | 50,55%    | 100%   |

| wykształcenie stan na 1 października 2004 |        |         |        |        |
|                                           | podst. | średnie | wyższe | niezn. |
| osób                                      | 2732   | 8666    | 3024   | 489    |
| %                                         | 18,32% | 58,12%  | 20,28% | 3,28%  |

## Edukacja
Według danych z 1 października 2004:
- liczba szkół podstawowych (norw. grunnskolar): 14
- liczba uczniów szkół podst.: 2517

## Władze gminy
Według danych na 2011 rok administratorem gminy (norw. rådmann) jest Wiggo Lauritzen, natomiast burmistrzem (norw. ordfører, d. borgermester) jest Karen Margrethe Kuvaas.

## Galeria

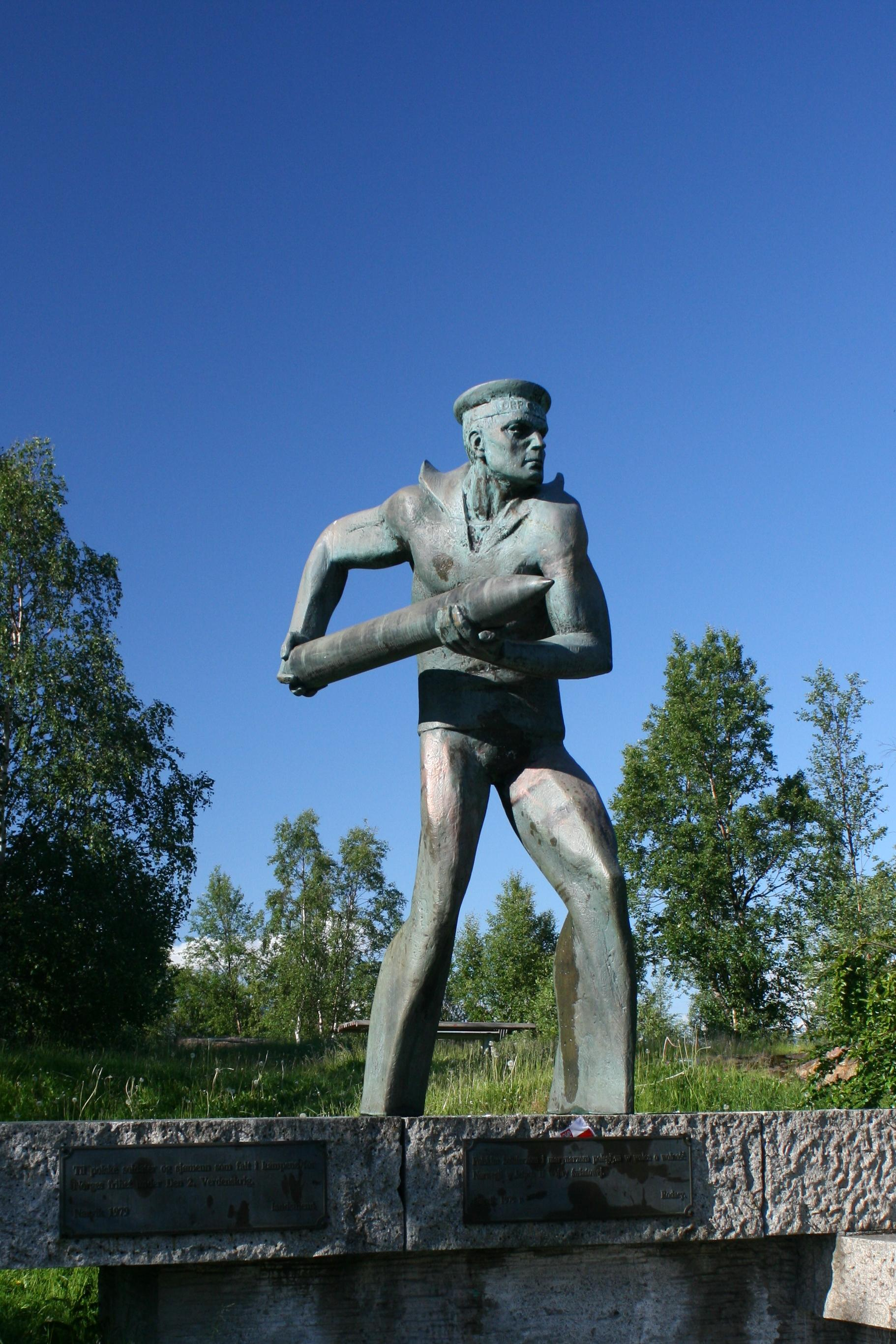
Pomnik polskich marynarzy z ORP Grom poległych w Bitwie o Narwik, Groma Plass Narvik
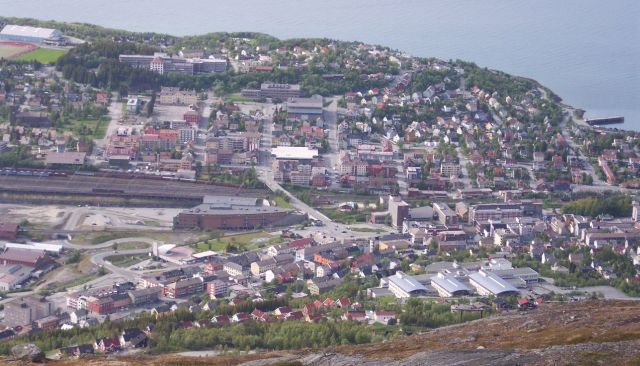
Narwik, widok ze wzgórz
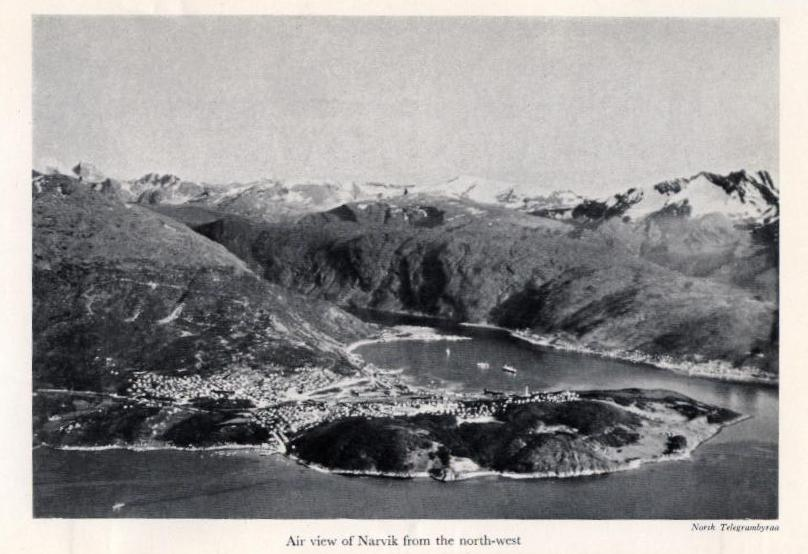
Narwik, lata II wojny światowej
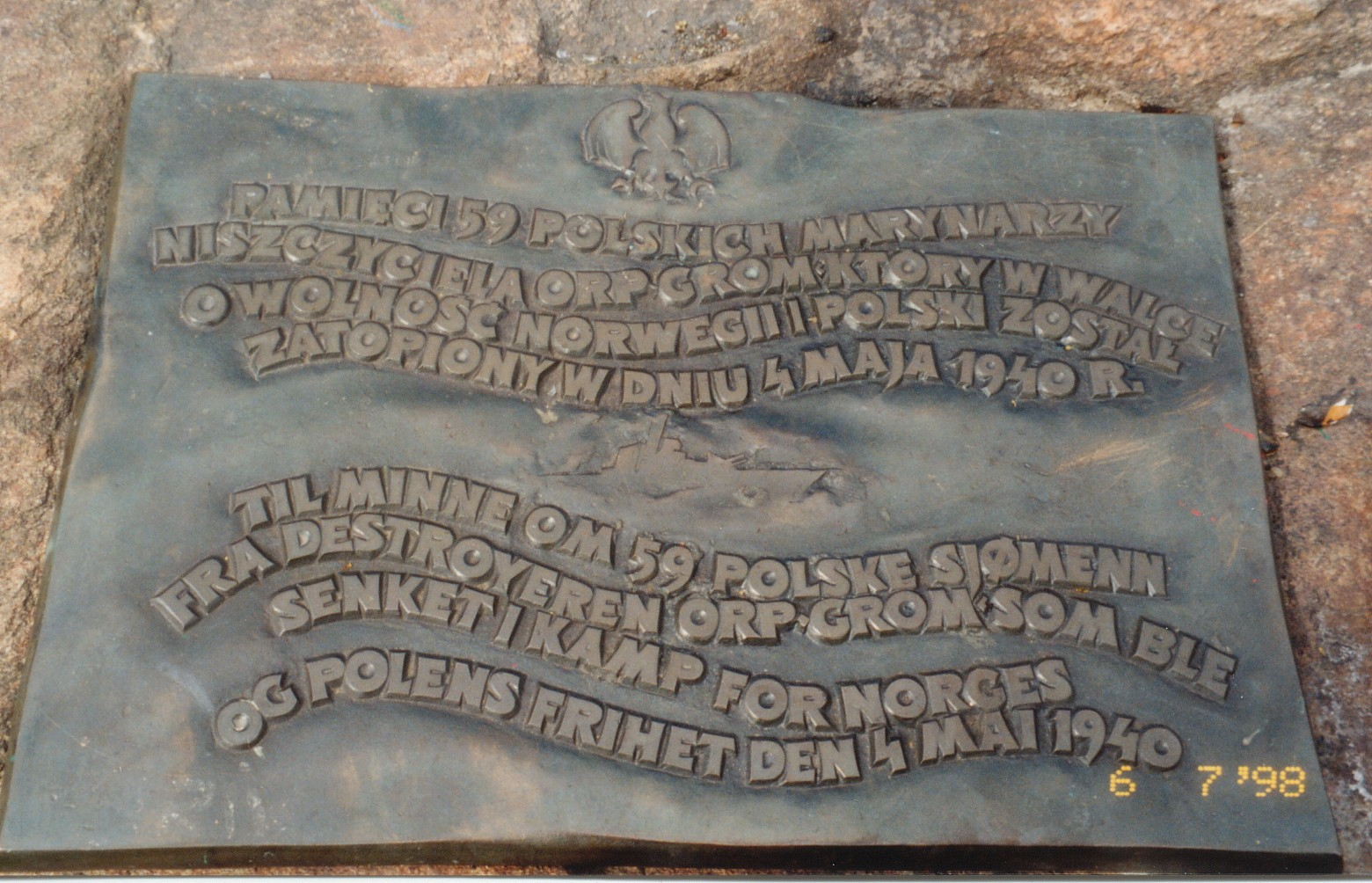
Narwik, tablica pamiątkowa marynarzy z ORP Grom